# Liste der Sinfonien Günter Kochans
Diese Liste enthält die Sinfonien des Komponisten Günter Kochan:
- Sinfonie für großes Orchester mit Chor (1962/64) nach Worten von Paul Wiens. UA 13. November 1963 Oschatz (Thomas-Müntzer-Haus, Festtage Neuer Musik, Rundfunkchor Leipzig, Rundfunk-Sinfonieorchester Leipzig, Leitung: Herbert Kegel)
- Sinfonie Nr. 2 für großes Orchester in einem Satz (1968). UA 21. Februar 1969 Berlin (II. Musik-Biennale Berlin,  Berliner Sinfonieorchester, Leitung: Kurt Sanderling)
- Sinfonie Nr. 3 für Orchester mit Sopran-Solo [Dem Andenken Hanns Eislers gewidmet] (1972) nach Worten von Johannes R. Becher. UA 12. November 1973 Rostock (Philharmonisches Orchester Rostock, Roswitha Trexler (Sopran), Leitung: Gerd Puls)
- Sinfonie Nr. 4 für Orchester (1983/84). UA 1. Februar 1985 Berlin (Schauspielhaus, X. Musik-Biennale Berlin, Sinfoniekonzert, Berliner Sinfonieorchester, Leitung: Claus Peter Flor)
- Sinfonie Nr. 5 für Orchester (1985–87). UA 13./14./15. November 1987 Berlin (Schauspielhaus, Sinfoniekonzert, Berliner Sinfonie-Orchester, Leitung: Claus Peter Flor)
- Sinfonie Nr. 6 für Orchester (2003–06). UA 11./12. Februar 2011 Berlin (Konzerthaus, 3. Konzert, Konzerthausorchester Berlin, Leitung: Lothar Zagrosek)